# Langeland (obec)
Langeland Kommune je dánská komuna v regionu Syddanmark. Vznikla roku 2007 po dánských strukturálních reformách. Zaujímá oblast 291,07 km², ve které v roce 2017 žilo 12 578 obyvatel.
Centrem kommune je město Rudkøbing.

## Sídla
V Langeland Kommune se nachází 8 obcí.
| Sídla      | Obyvatel (2017) |
| ---------- | --------------- |
| Bagenkop   | 468             |
| Humble     | 608             |
| Lindelse   | 326             |
| Lohals     | 441             |
| Rudkøbing  | 4 586           |
| Snøde      | 288             |
| Spodsbjerg | 202             |
| Tullebølle | 790             |